# L'Écho d'Oran
L'Écho d'Oran est un quotidien généraliste français implanté en Algérie (alors sous domination française) entre 1844 et 1963, puis nationalisé le 18 septembre 1963 par l'État algérien. Depuis 1963, il parait à Oran en arabe sous son nouveau nom La République puis El Djoumhouria à partir de 1974.

## Historique

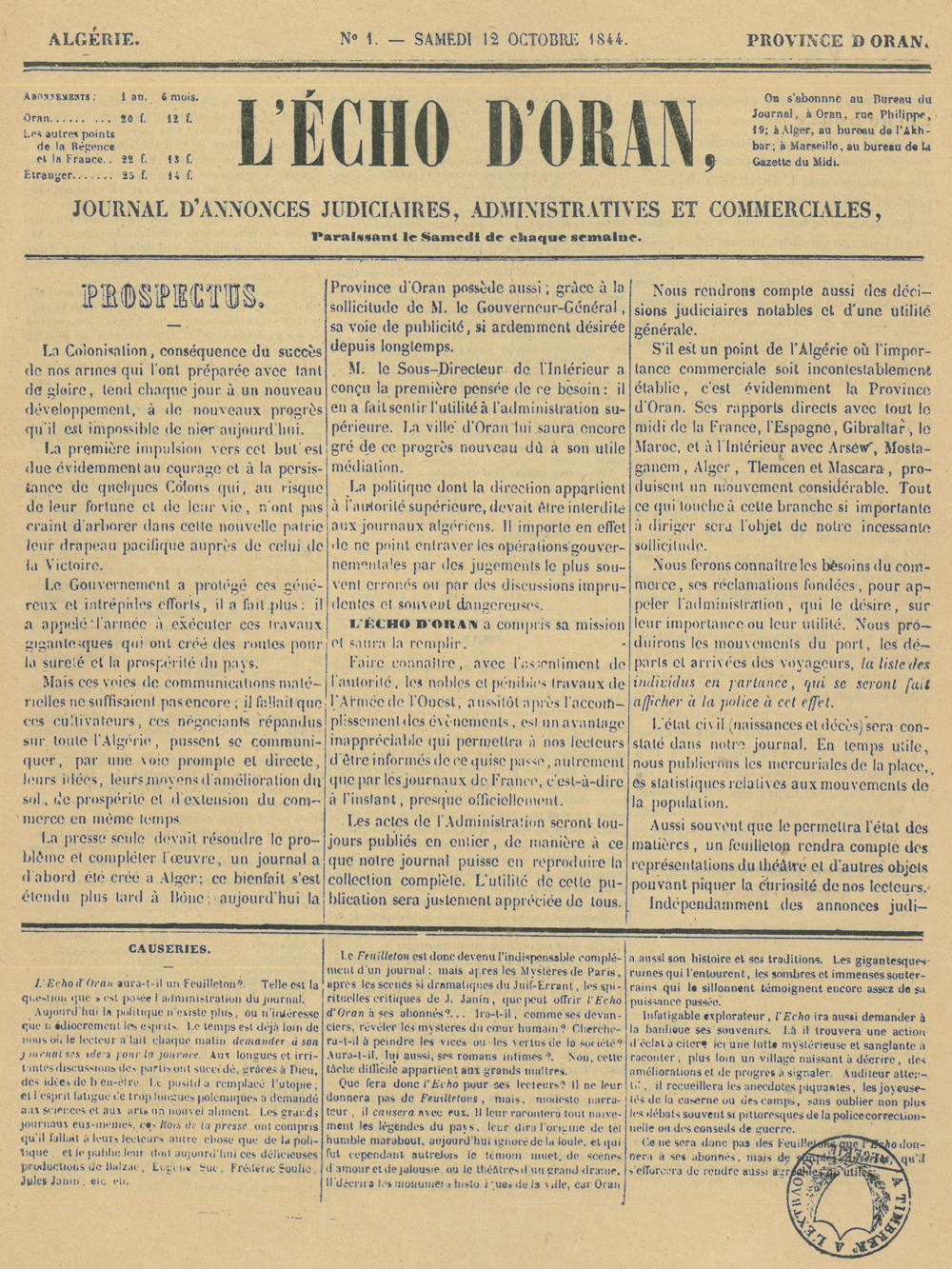
L'Echo d'Oran No 1

Il fut fondé par un ancien sous-officier de l’Armée d’Afrique, recommandé par le général de Lamoricière, le sieur Sadoux, qui succède à un certain Chauvet comme imprimeur à Oran. Il fonde ensuite un journal dit d'«annonces judiciaires administratives et commerciales» ayant pour titre L'Écho d'Oran.
Le numéro 1 est publié le 12 octobre 1844 (format 27,50/21,50). En première page un article intitulé « Prospectus ».
Le 26 octobre 1846, le cabinet du ministre de l'Instruction publique recommande un certain Perrier comme gérant provisoire de l’établissement typographique de L'Écho d'Oran, lequel compte, en novembre 1846, plus de 300 abonnés. Finalement, Perrier se voit octroyer l’autorisation de devenir gérant et imprimeur d’un journal d’opinion soumis aux mêmes sujétions qu’il était sous la direction de Sadoux.
Le 1er janvier 1847, Raoul Perrier dirige L'Écho d'Oran et va être, pendant plusieurs décennies, au centre de tous les débats politiques importants.
L’Écho d’Oran était le quotidien le plus diffusé : 80 000 exemplaires en 1936, 93 000 en 1938 et 120 000 dans les années 60. Pierre Laffont crée L'Écho Dimanche en 1948, qui sera tiré plus tard jusqu’à 42 000 exemplaires, et L'Écho-Soir en 1949, jusqu’à 25 000 exemplaires. 
Pierre Laffont assurera la présidence du syndicat des quotidiens jusqu’en 1962. Par décret du 18 septembre 1963, les autorités algériennes nationalisent le journal et le rebaptisent La République.